# Qingyuan (Guangdong)
 For alternative betydninger, se Qingyuan. (Se også artikler, som begynder med Qingyuan)
Qingyuan (清远; pinyin: Qīngyuǎn) er en by på præfekturniveau i provinsen Guangdong i Folkerepublikken Kina, med en total befolkning på 1.626.000 indbyggere (2006). Den dækker et område på 19.000 km² og der dermed den største administrative enhed i Guangdong. Selve Qingyuan by ligger ved floden  Beijiang, og  er omgivet af bjergområder.  Der er motorvejsforbindelse  til provinshovedstaden Guangzhou. Sproget er hovedsageligt kantonesisk.

## Historie
Qingyuan var et præfektur under nord- og syddynastierne (南北朝) Imidlertid blev administrationen af qingyuan dirigeret til Qingyuan-amtet i det tiende år af kaihuang æra (kinesisk: 開 皇) af sui-dynastiet (kinesisk: 隋朝) (AD 590) Siden da indtil dannelsen af Republikken Kina i 1911 blev Qingyuan styret af Guangzhou prefektur (kinesisk: 廣州 府) Under Qing var området kendt som Qingyuan County. [5] Det blev senere forfremmet til præfektur-niveau by status.

## Administrative enheder
Regeringssædet er i distriktet Qingcheng. Det administrerer de følgende steder:
- Qingcheng distrikt (清城区) 927 km², 540.000 indbyggere.
- Yingde distrikt (英德市) 5.679 km², 1,05 mio. indbyggere.
- Lianzhou distrikt (连州市) 2.661 km², 500.000 indbyggere.
- Fogang amt (佛冈县) 1.302 km², 310.000 indbyggere.
- Yangshan amt (阳山县)  3.372 km², 530.000 indbyggere.
- Qingxin amt (清新县)  2.579 km², 700.000 indbyggere.
- Lianshan Zhuang og Yao autonomt amt (连山壮族瑶族自治县)  1.264 km², 110.000 indbyggere.
- Liannan Yao autonomt amt (连南瑶族自治县) 1.231 km², 160.000 indbyggere.

## Trafik
Kinas rigsvej 107 fører gennem området. Den løber fra Beijing til Shenzhen (ved Hongkong, og passerer på sin vej provinshovedstæderne Shijiazhuang, Zhengzhou, Wuhan, Changsha og Guangzhou.

## Attraktioner
Attraktioner i Qingyuan er Feilaitemplet, Feixiaområdet,  Baojingpaladset i Yingde, den gamle grotte Taihe i Qingxin, Sankengs varme kilder i Qingxin amt, Huanghuasøen i Fogang, Lille Biejiang i Lianyang, bjerget Shikengkong i Yangshan amt, undergrundsfloden i Lianzhou, de tre kløfter i Huangchuan og Yinzhans varme kilder.
23°42′N 113°02′Ø / 23.700°N 113.033°Ø